# جوانی راشتی
جوانی راشتی (انگلیسی: Joannie Rochette؛ زاده ۱۳ ژانویهٔ ۱۹۸۶) یک اسکیت‌باز نمایشی اهل کانادا است.